# Wolfgang Speyer
Wolfgang Speyer (* 1. Juni 1933 in Köln) ist ein deutscher Altphilologe und Religionshistoriker.

## Leben und Wirken
Nach Absolvierung des Benediktinergymnasiums Ettal, Oberbayern, und des Dreikönigsgymnasiums in Köln studierte Speyer an der Universität zu Köln von 1954 bis 1958 Klassische Philologie, Alte Geschichte und Philosophie. Im Jahre 1958 erfolgte die Promotion bei Hellfried Dahlmann sowie das erste Staatsexamen 1959 und das zweite Staatsexamen (Assessor des Bibliotheksdienstes, 1965). Von 1959 bis 1962 war er wissenschaftlicher Assistent am Institut für Altertumskunde der Kölner Universität, 1963 und 1965–76 folgten Jahre der wissenschaftlichen Mitarbeit im Franz Joseph Dölger-Institut zur Erforschung der Spätantike an der Universität Bonn sowie Studium der Katholischen Theologie in Bonn. Speyer habilitierte sich 1976 für Klassische Philologie an der Universität Salzburg. Im Jahre 1977 erhielt er eine außerordentliche und 1987 eine ordentliche Professur. Speyer war von 1972 bis 2013 Mitherausgeber des Reallexikons für Antike und Christentum. Er ist Mitglied in der Katholischen Akademie Wien und der Bayerischen Benediktinerakademie (seit 2023: Benediktinische Akademie Salzburg) sowie des P.E.N.-Clubs.
Hauptarbeitsgebiet seiner Forschungen ist das Verhältnis zwischen der griechischen und römischen Antike und der jüdisch-christlichen Offenbarung und Überlieferung mit Schwergewicht der religionsgeschichtlichen Fragestellung. Diese Forschungen sind in zahlreichen Beiträgen für das Reallexikon für Antike und Christentum niedergelegt. Zeitlich umfassen sie die Epoche von Homer bis in die Zeit um 600 n. Chr., wobei die Randkulturen des Imperium Romanum gleichfalls berücksichtigt werden. Weitere Arbeitsgebiete sind die Rezeptionsgeschichte der Antike in der Italienischen Renaissance und in deutscher Literatur sowie das Buch- und Bibliothekswesen. Dazu treten in den späteren Arbeiten theologische und philosophische Fragestellungen, die einen unmittelbaren Bezug zur Gegenwart besitzen.

## Schriften (Auswahl)
Monographien
- Naucellius und sein Kreis. Studien zu den Epigrammata Bobiensia (= Zetemata. 21). Beck, München 1959, (Zugleich: Köln, Universität, Dissertation, 1958).
- mit Hellfried Dahlmann: Varronische Studien. Teil 2. Mainz/Wiesbaden 1960 (= Abhandlungen der geistes- und sozialwissenschaftlichen Klasse der Akademie der Wissenschaften und der Literatur in Mainz. Jahrgang 1959, Nr. 11).
- Bücherfunde in der Glaubenswerbung der Antike. Mit einem Ausblick auf Mittelalter und Neuzeit (= Hypomnemata. Untersuchungen zur Antike und zu ihrem Nachleben. 24). Vandenhoeck & Ruprecht, Göttingen 1970.
- Die literarische Fälschung im heidnischen und christlichen Altertum. Ein Versuch ihrer Deutung (= Handbuch der Altertumswissenschaft. Abt. 1, Tl. 2). Beck, München 1971, ISBN 3-406-03388-1.
- Büchervernichtung und Zensur des Geistes bei Heiden, Juden und Christen (= Bibliothek des Buchwesens. 7). Hiersemann, Stuttgart 1981, ISBN 3-7772-8146-8.
- Frühes Christentum im antiken Strahlungsfeld. Ausgewählte Aufsätze (= Wissenschaftliche Untersuchungen zum Neuen Testament. 50). Band 1. Mohr, Tübingen 1989, ISBN 3-16-145238-0.
- Italienische Humanisten als Kritiker der Echtheit antiker und christlicher Literatur (= Akademie der Wissenschaften und der Literatur, Mainz. Abhandlungen der Geistes- und Sozialwissenschaftlichen Klasse. 1993, Nr. 3). Steiner, Stuttgart 1993, ISBN 3-515-06345-5.
- Religionsgeschichtliche Studien (= Collectanea. 15). Olms, Hildesheim u. a. 1995, ISBN 3-487-09993-4.
- Frühes Christentum im antiken Strahlungsfeld. Kleine Schriften (= Wissenschaftliche Untersuchungen zum Neuen Testament. 116). Band 2. Mohr Siebeck, Tübingen 1999, ISBN 3-16-147051-6.
- Frühes Christentum im antiken Strahlungsfeld. Kleine Schriften (= Wissenschaftliche Untersuchungen zum Neuen Testament. 213). Band 3. Herausgegeben von Veronika Coroleu Oberparleiter. Mohr Siebeck, Tübingen 2007, ISBN 978-3-16-149264-8.
- Kosmos – Schöpfung – Nichts. Der Mensch in der Entscheidung (= Salzburger theologische Studien. 37). Tyrolia, Innsbruck u. a. 2010, ISBN 978-3-7022-3034-0.
- Zwischen Traum und Wirklichkeit, Zeit und Ewigkeit. Der Mensch als das Wesen des „Zwischen“ (= Salzburger theologische Studien. 51). Tyrolia, Innsbruck u. a. 2014, ISBN 978-3-7022-3349-5.
- Gesetz und Freiheit, Bedingtes und Unbedingtes. Zum Gegensatz in Mensch und Wirklichkeit (= Salzburger theologische Studien. 55). Tyrolia, Innsbruck u. a. 2016, ISBN 978-3-7022-3543-7.
- Aus dem Erbe von Antike und Christentum (= Jahrbuch für Antike und Christentum. Ergänzungsband. 40).  Aschendorff, Münster 2019, ISBN 978-3-402-10811-6.
- Bausteine für ein Verstehen von Mesch und Welt. Studien zum Gegensatz (= Philosophische Texte und Studien 125).Georg Olms Verlag, Nomos Verlagsgesellschaft, Baden-Baden 2025, ISBN  978-3-487-16704-6.

Herausgeberschaften
- Epigrammata Bobiensia. Teubner, Leipzig 1963.
- Giovanni Pico della Mirandola: Carmina Latina. Brill, Leiden 1964, (Nachdruck Torino 1972).
- Karl Groß: Menschenhand und Gotteshand in Antike und Christentum. Aus dem Nachlass herausgegeben. Hiersemann, Stuttgart 1985, ISBN 3-7772-8531-5.
- mit Adelheid Speyer: Erich J. Heindl: Das Christentum – unverstanden und missbraucht. Die Religion der Liebe steht erst an ihrem Anfang (= Theologische Texte und Studien. 17). Olms, Hildesheim u. a. 2010, ISBN 978-3-487-14507-5 (2. Auflage. ebenda 2012, ISBN 978-3-487-14802-1).